# Pomnik „Matka Ziemia”

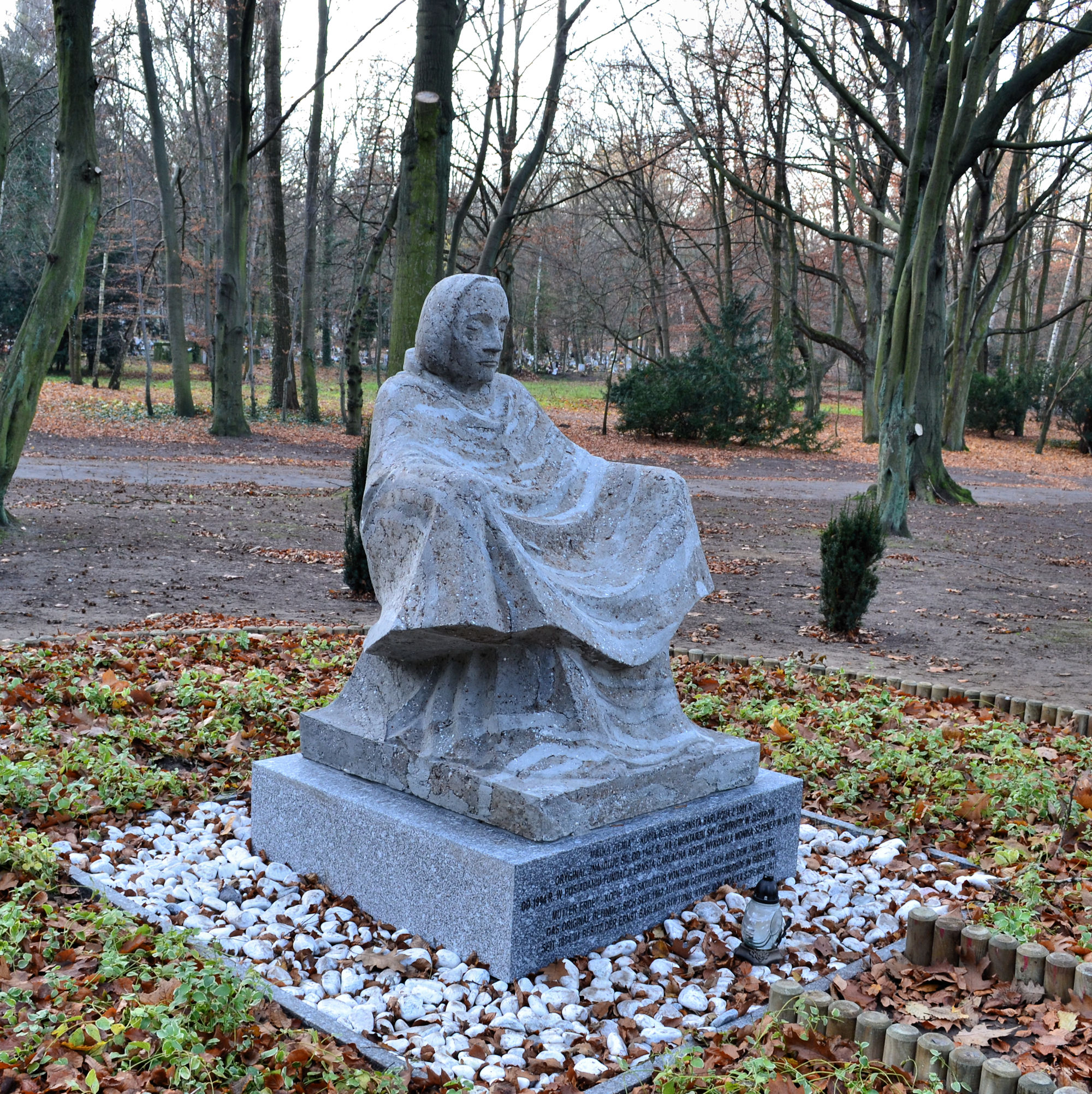
Kopia pomnika „Matka Ziemia” na Cmentarzu Centralnym w Szczecinie

Pomnik „Matka Ziemia” – ekspresjonistyczna rzeźba nagrobna Ernsta Barlacha związana ze szczecińskim Cmentarzem Centralnym.

## Historia
Rzeźba powstała na zamówienie szczecińskiego kupca działającego w branży drzewnej Richarda Biesela. Miała być głównym elementem rodzinnego grobowca. W 1920 Ernst Barlach wykonał w Güstrow gipsowy model rzeźby w skali 1:2. Na jego podstawie, w 1921, hamburski artysta Friedrich Bursch wykonał rzeźbę w wapieniu muszlowym mierzącą 146 cm wysokości. Została ona ustawiona w kwaterze 26 szczecińskiego Cmentarza Centralnego.
Już w latach dwudziestych XX wieku rzeźba była uznawana za jedną z najcenniejszych na szczecińskiej nekropolii. Często pojawiała się na miejscowych widokówkach. Po zakończeniu II wojny światowej rzeźba pozostawała na cmentarzu w zapomnieniu. „Odkrył” ją dopiero w 1963 Bernhard Blaschke z NRD, który był organizatorem muzeum Ernsta Barlacha w Güstrow. Po trwających cztery lata przygotowaniach i uzgodnieniach (decyzje zapadały na szczeblu rządowym) rzeźba została w 1967 przewieziona do muzeum w Güstrow.
Z inicjatywą odtworzenia pomnika i przywrócenia go szczecińskiej nekropolii wystąpiło na początku XXI wieku Stowarzyszenie na Rzecz Cmentarza Centralnego. Wykonanie kopii powierzono szczecińskiej rzeźbiarce Monice Szpener. Monument, wykonany z tzw. sztucznego kamienia, został odsłonięty w listopadzie 2011.

## Opis
Pomnik przedstawia siedzącą, starszą kobietę. Impulsem do takiego ukształtowania rzeźby mogła być dla Barlacha śmierć matki, która zginęła śmiercią samobójczą w czasie pracy artysty nad pomnikiem. Rzeźba oddziałuje na widza swoją surowością, podkreślaną przez chropawą fakturę materiału i jedynie zgrubne uformowanie detali.